# Tương tác người-robot
Tương tác người-robot là nghiên cứu về sự tương tác giữa con người và robot. Hướng nghiên cứu này thường được các nhà nghiên cứu gọi là HRI. Tương tác giữa con người với robot là một lĩnh vực đa ngành với sự đóng góp của nhiều lĩnh vực như tương tác giữa con người với máy tính, trí tuệ nhân tạo, robot, hiểu ngôn ngữ tự nhiên, thiết kế, khoa học xã hội và nhân văn.